# Liste der Monuments historiques in Mouchamps
Die Liste der Monuments historiques in Mouchamps führt die Monuments historiques in der französischen Gemeinde Mouchamps auf.

## Liste der Bauwerke
| Bezeichnung                 | Beschreibung | Standort                     | Kennzeichnung | Schutzstatus   | Datum     | Bild           |
| --------------------------- | ------------ | ---------------------------- | ------------- | -------------- | --------- | -------------- |
| Schloss Le Parc Soubise     |              | (Lage)                       | PA00110173    | Inscrit Classé | 1987 1989 | weitere Bilder |
| Kirche St-Pierre            |              | Place de l’Église (Lage)     | PA85000052    | Inscrit        | 2013      |                |
| Denkmal für René Guilbaud   |              | Allée des Marronniers (Lage) | PA85000051    | Inscrit        | 2013      |                |
| Grab von Georges Clemenceau |              | Le Colombier (Lage)          | PA85000011    | Inscrit        | 1998      | weitere Bilder |

## Liste der Objekte
- Monuments historiques (Objekte) in Mouchamps in der Base Palissy des französischen Kultusministeriums